# آبشار ایست توین
آبشار ایست توین (به انگلیسی: East Twin Falls) آبشاری است که در واشنگتن، ایالات متحده آمریکا واقع شده و ارتفاع کلی ریزشگاه آن ۴۰ پا است.